# ゲームクエスト (ウェブサイト)
ゲームクエスト（Game Quest）は毎日新聞社が1998年から2004年まで運営していたコンピュータゲーム情報サイト。その後は毎日新聞社・MANTANWEB内の一コンテンツとして2010年3月末まで運営されていた。大のゲーム好きだった毎日新聞記者・高柳尚がゲーム文化を一般にも知らしめようと開設したサイトである。
高柳の長期入院に際して河村成浩がメイン担当、後に二代目編集長となり、毎日新聞社がゲーム・アニメ等に目を向けるようになって以降はゲーム情報総合サイトとしての色を強め、それに伴い編集部員も増えていった。メインコンテンツ格のゲーム感想文はファミリーコンピュータからプレイステーション3まで膨大な数の家庭用ゲームソフトのデータベースを集積しており、読者によるタイトル別のレビュー投稿も受け付けていた。感想文の紹介も兼ねた担当日記は平日にはほぼ毎日更新しており、感想文に付けられたスタッフのコメントが投稿意欲を高めていた。
2007年10月1日に毎日jpに移転。2010年3月31日サービス終了。2010年4月1日にはサイトリニューアルによりコンテンツが全削除された。

## 特徴・逸話
感想文
他の投稿型サイトと大きく異なっているのが「レビュー」ではなく「感想文」であるところ。投稿者の自由度が高いため、質量・内容のバリエーションが豊富だった（ちなみに担当は長文には否定的でコンパクトにまとめる事を推奨していた）。
月間賞
投稿者に対しては毎月投稿数に応じた数の「月間賞」（「読ませた今月の感想文」時代あり）が与えられた。これは投稿された感想文の中から編集者が優秀なものを選んで表彰し、1本のゲームソフトを贈呈する企画である。初期には年度中の全ての感想文から選ばれる「年間大賞」もあった（第一回受賞はモリアティ「ファイナルファンタジーVII」）。
サイト開始当初は一人だけ受賞（賞品は商品券）というシステムであり、3回受賞した投稿者は特待生となって受賞資格を失っていたのだが、システムが変更されてからは同一人が何度でも受賞できるようになった。
ゲーマーの目
「ゲーマーの目」は投稿者の目線からゲームにまつわる物事を語るというコラムであり、1年ごとの選考で数多くの読者が携わった。2001年度に始まり2006年度で終了。
まみぼう☆AI
まみぼう☆AIは、サイトの開設から終了の2004年まで、総計約1,400本の感想文をほぼ毎日、連続で投稿していた。これはひとりが書けるゲームのレビューまたは感想文の量としてもあまり例を見ない記録である。それでも、初の「月間賞」を獲得するまで長い間かかっており、閉鎖まで獲得した数も数えるほどである。後述の「ヘルベル」からも「無冠の帝王を返上」として祝福されている。
ヘルベル
前述の「まみぼう」ほどの投稿数に及ばないものの、『ファイアーエムブレム』系の「戦略SLG」、『ダービースタリオン』等の「育成SLG」、『高橋尚子のマラソンしようよ』等の「スポーツSLG」、その他・各種SLGの感想を多数投稿していた。中でも『信長の野望』シリーズの投稿数が多く占めており、寸評する編集者たちからは「信長の野望マイスター」の称号を受けている（各種タレントオーディションの「審査員特別賞」に近い）。ただし、「月間賞」を獲得したことは無い。

## 運営スタッフ
- 高柳尚（初代編集長）
- 河村成浩（二代目編集長）
- 立山夏行
- 渡辺圭
- 宮崎由紀夫
- 池田大樹
- 芦田良
- 乗峯滋人

※上記以外に【岸】【白】というHN（フルネームは不明）の担当者が居た。